# Albert Cambriels

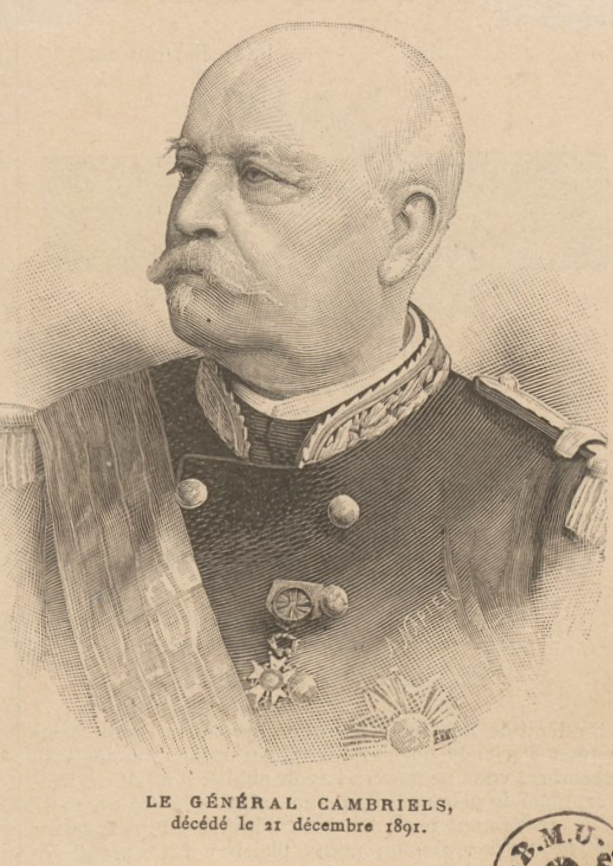
General Cambriels

Hippolyte-Albert Cambriels (* 11. August 1816 in Lagrasse, Département Aude; † 22. Dezember 1891 in Paris) war ein französischer General.

## Leben
Cambriels trat 1836 in die Französische Armee ein und stieg bis 1870 zum Brigadegeneral auf. Während des Deutsch-Französischen Krieges 1870/71 erhielt er das Kommando über eine Brigade des neu errichteten 12. Armeekorps der Armee von Châlons. Er wurde in der Schlacht bei Sedan am Kopf verwundet und gefangen genommen. Während des Transports konnte er jedoch fliehen und stellte sich dann in Tours der „Regierung der nationalen Verteidigung“ wieder zur Verfügung.
Cambriels übernahm den Oberbefehl über die Ostarmee in Besançon. Mit diesen Kräften versuchte er vergebens, den Vormarsch der badischen Felddivision des XIV. Armee-Korps unter General August von Werder aufzuhalten. Er lieferte am 2. Oktober 1870 in der Nähe des Oignon einige Gefechte, die ihn dann zum Rückzug in die befestigten Lager bei Besançon nötigten. Cambriels legte das Kommando im November nach Streitereien mit Garibaldi nieder, der zum Oberbefehlshaber des Freikorps ernannt worden war.
Anfang 1871 übernahm Cambriels nach seiner Rückkehr in den aktiven Dienst das 19. Armeekorps in Vierzon. Doch brach bereits am 27. Januar seine alte Kopfwunde wieder auf, so dass er das Kommando wieder niederlegen musste. 1875 übernahm er das 10. Armeekorps und ging 1879 in den Ruhestand.
Albert Cambriels starb am 22. Dezember 1891 in Paris.